# Кејуга (Индијана)
Кејуга (енгл. Cayuga) град је у америчкој савезној држави Индијана.

## Демографија
По попису из 2010. године број становника је 1.162, што је 53 (4,8%) становника више него 2000. године.
| Група             | 2000.         | 2010.         |
| Белци             | 1.085 (97,8%) | 1.135 (97,7%) |
| Афроамериканци    | 1 (0,1%)      | 2 (0,2%)      |
| Азијати           | 0 (0,0%)      | 1 (0,1%)      |
| Хиспаноамериканци | 10 (0,9%)     | 6 (0,5%)      |
| Укупно            | 1.109         | 1.162         |